# Cabomba
Cabomba is een geslacht van waterplanten uit de familie Cabombaceae. Het telt zes soorten die voorkomen in de (sub)tropische delen van de Nieuwe Wereld.
De waterwaaier (Cabomba caroliniana) staat op de Unielijst voor invasieve uitheemse soorten.

## Soorten
- Cabomba aquatica Aubl.
- Cabomba caroliniana A.Gray
- Cabomba furcata Schult. & Schult.f.
- Cabomba haynesii Wiersema
- Cabomba palaeformis Fassett
- Cabomba schwartzii Rataj